# Lutte Ouvrière
Lutte Ouvrière (wörtlich: „Arbeiterkampf“), abgekürzt LO, ist eine trotzkistische Partei in Frankreich.

## Geschichte
Der Vorläufer der LO, die Groupe Communiste (IVème Internationale), später Union Communiste (Trotskyste), entstand um das Jahr 1939 im Kreis des rumänischen Immigranten David Korner. Sie zeichnete sich durch eine konspirative Arbeitsweise und die fast ausschließliche Konzentration auf die Betriebs- und Gewerkschaftsarbeit aus. Der Organisation gelang es, die deutsche Besatzung Frankreichs (1940–1944) zu überstehen, und sie spielte beim Renault-Streik im April 1947 eine führende Rolle. Die Gruppe zerfiel 1949, und Korner zog sich aus der Politik zurück. Verbliebene Aktivisten gründeten 1956 die Gruppe Voix Ouvrière („Arbeiterstimme“), aus der nach einem Organisationsverbot infolge der Pariser Maiunruhen von 1968 die Lutte Ouvrière hervorging.
Präsidentschaftskandidatin der LO war von 1974 an die heute pensionierte Bankangestellte Arlette Laguiller. Mit ihren vergleichbare Wahlergebnisse wurden von keiner anderen trotzkistischen Partei in Westeuropa erreicht. Ihre besten Resultate erzielte sie in den Industrieregionen Nordfrankreichs, im Pariser Umland und Gegenden Westfrankreichs. Zusammen mit der Ligue communiste révolutionnaire (LCR), einer weiteren trotzkistischen Partei in Frankreich, stellte sie zu den Europawahlen 1999 und 2004 sowie den Regionalwahlen 2004 gemeinsame Listen auf. Bei der Europawahl 1999 erreichte die Liste 5,2 % der abgegebenen Wählerstimmen und zog mit fünf Sitzen ins Europäische Parlament ein. Bei der französischen Präsidentschaftswahl 2002 erzielte die Parteisprecherin (Vorsitzende) der LO, Laguiller, 5,7 %, bei der Präsidentschaftswahl 2007 1,3 %.
Am 5. Dezember 2010 wurde die Lehrerin Nathalie Arthaud zur Präsidentschaftskandidatin der LO für die Wahlen 2012 bestimmt. Sie erreichte 0,56 % der Stimmen. Zur Präsidentschaftswahl 2017 trat Arthaud erneut an und konnte sich geringfügig auf 0,64 % verbessern. Bei der Präsidentschaftswahl 2022 erreichte Arthaud ähnliche Werte.

## Programm
Lutte Ouvriere beruft sich auf den russischen Revolutionär Leo Trotzki und nennt sich selbst „trotzkistisch“ als „einzige Möglichkeit den kommunistischen Ideen treu zu bleiben (la seule façon de rester fidèles aux idées communistes)“. Zudem beruft sich LO auf die Linke Opposition in der Sowjetunion und Trotzkis Analyse der Entartung Letzterer.
Ein weiterer wichtiger programmatischer Bezugspunkt ist das von L. T. verfasste Übergangsprogramm der IV. Internationale. Auch wenn LO nie Teil der IV. Internationale war, sei das Übergangsprogramm immer ein „unentbehrliches Instrument unseren Kampf zu führen.“ Viele der dort vorgeschlagenen Kampfziele seinen nach wie vor aktuell. So die gleitende Skala der Löhne, die gleitende Skala der Arbeitszeit, Arbeiterkontrolle über die Unternehmen, die Abschaffung des Bank- und Handelsgeheimnisses, die Enteignung der privaten Banken und der Verstaatlichung des Kreditsystems. Diese Forderungen werden sowohl in Publikationen als auch in Wahlkämpfen immer wieder aufgegriffen und als zentrale Forderungen aufgestellt. Durchsetzbar seien diese nur durch umfassende und entschlossene Kämpfe der Arbeiter. Lutte Ouvriere gibt an, die einzige Partei in Frankreich zu sein, die wirklich im Lager der Arbeiter steht.
Lutte Ouvriere betont die Notwendigkeit ihr Schicksal und somit auch die trotzkistischen Ideen „organisch, menschlich und konkret mit der Arbeiterklasse zu verbinden (lier leur sort à la classe ouvrière organiquement, humainement, concrètement)“ und somit eine Arbeiterpartei mit bolschewistischen Methoden aufzubauen, weswegen LO eine  systematische Betriebsarbeit mache.
Diesbezüglich beruft LO sich auf David Korner (Barta) und die Gruppe Union Communiste. Zudem begründet LO damit ihre politische Originalität und ihre Weigerung Teil der IV. Internationale oder anderer Strömungen des Trotzkismus zu sein.

## Aktivitäten
Der Schwerpunkt der Aktivität der Lutte Ouvrière liegt in der Arbeit in Betrieben. Dafür gibt die Partei neben der Wochenzeitung Lutte Ouvrière (Auflage ca. 15.000 Exemplare) und dem theoretisch orientierten Monatsmagazin Lutte de Classe („Klassenkampf“) mehrere hundert regelmäßig erscheinende lokale Betriebs- und Branchenzeitungen heraus. Auf Martinique und Guadeloupe existiert eine Schwesterorganisation, Combat Ouvrier; mit anderen Zirkeln in Haiti, der Elfenbeinküste, den USA, Großbritannien, der Türkei und Spanien bilden diese die Union Communiste Internationaliste. In Deutschland ist die Gruppe Bund Revolutionärer Arbeiter Teil der Union Communiste Internationaliste. Die Mitgliederzahl der LO ist nicht bekannt; sie dürfte zwischen 1.000 und 1.500 Vollmitgliedern liegen, zusätzlich kann von mehreren Tausend in regelmäßige Aktivitäten eingebundene Sympathisanten ausgegangen werden. Jedes Jahr zu Pfingsten veranstaltet die LO seit 1968 im Pariser Umland die Fête de Lutte Ouvrière, eines der größten Treffen der revolutionären Linken in Westeuropa, zu dem bis zu 50.000 Menschen kommen.

## Kritik und Spaltungen
Kritiker innerhalb der französischen Linken werfen LO eine Überbewertung der Arbeiterklasse (ouvriérisme) und Ökonomismus sowie die Vernachlässigung anderer Bereiche (wie Antirassismus und die Frauenbewegung) sowie eine autoritäre innere Struktur (unter ihrem 2009 verstorbenen Leitungsmitglied Robert Bacia alias „Hardy“ bzw. „Roger Girardot“) und ein übersteigert konspiratives Verhalten vor.  In mehreren Interviews mit dem Journalisten Christophe Bourseiller wies Barcia viele dieser Behauptungen zurück.
1997 schloss LO die Sektionen Rouen und Bordeaux auf Grund ihrer Annäherung an die LCR aus, woraus die Gruppe Voix des Travailleurs (VdT, „Stimme der Arbeiter“) hervorging. Von 1996 bis zu ihrem Ausschluss 2008 existierte die Fraktion l’Etincelle („Der Funke“) als organisierte Minderheiten in LO. Ein Teil ihrer Mitglieder nahmen am jährlichen Kongress teil und waren in der Führung der Organisation vertreten. Sie veröffentlichten Artikel in den Publikationen von LO und wurden auf Wahllisten aufgestellt. Anlass der Fraktionsgründung waren Meinungsverschiedenheiten über die Entwicklung der ehemaligen Sowjetunion. In der Folge zeigten sich weitere Meinungsverschiedenheiten zu organisatorischen sowie politischen Entscheidungen von LO. 2008 kündigte Lutte Ouvrière den Ausschluss der Fraktion an und erklärte, dass diese "sich seit ihrer Gründung immer weiter von Lutte Ouvrière entfernt hat, bis zu dem Punkt, dass sie heute eine völlig unabhängige Organisation darstellt". Die Fraktion hatte bei den Kommunalwahlen in Wattrelos Gegenkandidaten von Lutte Ouvrière unterstützt und an Gründungstreffen der Nouveau Parti Anticapitaliste (NPA) teilgenommen.
Sowohl VdT als auch L'Etincelle sind heute Teil der linken Sammlungsbewegung Nouveau Parti anticapitaliste.